# Frédéric-Ferdinand de Schleswig-Holstein-Sonderbourg-Glücksbourg (1913-1989)
Frédéric-Ferdinand de Schleswig-Holstein-Sonderbourg-Glücksbourg, (de son nom complet en allemand : Friedrich Ferdinand Carl Ernst August Wilhelm Harold Casimir Nikolaus Prinz von Schleswig-Holstein-Sonderburg-Glücksburg), né le 14 mai 1913 à Gotha (duché de Saxe-Cobourg et Gotha) et mort le 31 mai 1989 à Glücksburg, Schleswig-Holstein (Allemagne), est un prince de la maison princière de Glücksbourg.

## Parents
Frédéric-Ferdinand est le quatrième enfant et le plus jeune fils du prince Albert de Schleswig-Holstein-Sonderbourg-Glücksbourg (1863-1948) et de sa première épouse, la comtesse Ortrud d'Ysenbourg et Büdingen (1879-1918).

## Biographie
Jusqu'en 1918, la famille vit à Gotha. Après la révolution de Novembre, lui et sa famille s'installent au château de Glucksbourg. Il fréquente le Pédagogium de la mer du Nord à Wyck auf Föhr puis le Old Gymnasium de Flensburg, dont il sort diplômé en 1932.
En 1932, il rejoint la Reichswehr noire. En mars 1933, il rejoint la milice locale de Dantzig et en août de la même année, il rejoint le bataillon Jaeger de la Reichswehr noire à Celle. Le 16 octobre 1933, il devient aspirant officier du 14e régiment de cavalerie à Ludwigslust. Il devient commandant d'escadron de la 3e division lourde motorisée et de la 31e division de reconnaissance, après l'invasion de la Pologne. En septembre 1941, il rejoint l'état-major en tant que capitaine du commandant en chef et commandant en Serbie occupée,.
En février 1943, il est envoyé en Croatie en tant qu'officier supérieur d'état-major de la 717e division d'infanterie pour une formation d'état-major. D'août 1943 à février 1944, il est à l'Académie militaire de Hirschberg. En février 1944, il rejoint un groupe de chars et sert au commandement général du 84e corps d'armée en Bretagne. En juin 1944, il devient major et combat au front avec la 7e armée. Après le cours de commandant de régiment à Bergen-Belsen (novembre 1944 - janvier 1945), il devient commandant du 40e Panzergrenadier Regiment et de la 17e Panzer Division en Silésie, jusqu'à la capitulation inconditionnelle de la Wehrmacht en Haute-Silésie. Le 20 avril 1945, il reçoit le grade de colonel, mais le même jour il est capturé par les Soviétiques. Il s'échappe en mai 1945,.
En 1946-1947, il est témoin au procès de Nuremberg. Après la guerre, il est administrateur du domaine et exécuteur testamentaire du dernier duc de Mecklembourg-Schwerin, Frédéric-François IV. Après une formation en audit, il rejoint en 1947 la banque de Brême Martens & Weyhausen, dont il est président du conseil consultatif jusqu'en 1974, puis adjoint et membre du conseil de surveillance jusqu'en 1979.
En 1960, il est nommé vice-président du conseil de surveillance de Nordwestdeutsche Treuhand GmbH, une société de conseil économique et fiscal de Flensburg. De 1963 à 1982, il est maire de Glucksbourg.

## Mariage et descendance
Frédéric-Ferdinand épouse la duchesse Anastasia de Mecklembourg-Schwerin, la plus jeune fille de Frédéric-François IV de Mecklembourg-Schwerin et son épouse la princesse Alexandra de Hanovre, le 1er septembre 1943 à Willigrad bei Schwerin,. Friedrich Ferdinand et Anastasia ont quatre filles:
- La princesse Elisabeth Marie Alexandra de Schleswig-Holstein-Sonderbourg-Glücksbourg (née à Schleswig le 10 septembre 1945 et morte à Flensbourg le 8 août 2024)[1],[2],[10]; elle sert en qualité de patronne royale de l'ordre souverain militaire du Temple de Jérusalem (en latin : Ordo Supremus Militaris Templi Hierosolymitani, abrégé en OSMTH)[11].

∞ Prince Ferdinand Heinrich d'Ysenbourg-Büdingen-Wachtersbach (1940-1989) le 2 janvier 1975 : 
Prince Johann Georg de Ysenbourg-Büdingen-Wachtersbach (né le 8 juillet 1976)
∞ Stefanie Bittner le 4 juin 2010 : 
Princesse Anna d'Ysenbourg-Büdingen-Wachtersbach (née le 8 janvier 2010)
Prince Ludwig Ferdinand d'Ysenbourg-Büdingen-Wachtersbach (né le 6 février 1979)
- La princesse Irene Olga Adelheid de Schleswig-Holstein-Sonderbourg-Glücksbourg (née le 11 octobre 1946)[1],[2]
- Princesse Margaretha Friederike Luise de Schleswig-Holstein-Sonderbourg-Glücksbourg (née le 10 février 1948)
- Princesse Sibylla Ursula Ortrude de Schleswig-Holstein-Sonderbourg-Glücksbourg (née le 11 septembre 1955)

∞ Dieter Franz le 25 octobre 1980 : 
Frithjof Franz (né le 22 avril 1981)
Johanna Franz (née le 10 mars 1983)
Philipp Franz (né le 1er avril 1986)

## Service militaire
Le prince Frédéric sert dans la Heer (armée) allemande pendant la Seconde Guerre mondiale. Il est officier d'état-major et atteint le grade de major au début de 1945. Le 10 février 1945, il est placé au commandement du Panzergrenadier-Regiment 40, une unité de la 17e division Panzer sur le front de l'Est. Il commande le régiment (sauf du 1er au 23 avril) jusqu'à la capitulation de l'Allemagne le 8 mai 1945 Il reçoit la Croix de chevalier de la Croix de fer le 22 février 1945 et est promu au grade d'Oberstleutnant (lieutenant-colonel) peu de temps après.

## Titres et décorations

### Titres
- 14 mai 1913 - 31 mai 1989 : Son Altesse le prince Frédéric-Ferdinand de Schleswig-Holstein-Sonderbourg-Glücksbourg

### Décorations
- Croix de Commandeur de l'Ordre du Mérite de la République fédérale d'Allemagne
- Croix de chevalier de la Croix de fer le 22 février 1945 en tant que commandant de l'état-major (Generalstab) et commandant du Panzergrenadier-Regiment 40[13].
- Iron Cross First Class
- Iron Cross Second Class
- Insigne des blessés

## Ascendance
|  |                                                                     |  |  |  |  |  |  |  |  |  |  |  |  |
|  | 8. Frédéric-Guillaume de Schleswig-Holstein-Sonderbourg-Glücksbourg |  |  |  |  |  |  |  |  |  |  |  |  |
|  |                                                                     |  |  |  |  |  |  |  |  |  |  |  |  |
|  |                                                                     |  |  |  |  |  |  |  |  |  |  |  |  |
|  | 4. Frédéric de Schleswig-Holstein-Sonderbourg-Glücksbourg           |  |  |  |  |  |  |  |  |  |  |  |  |
|  |                                                                     |  |  |  |  |  |  |  |  |  |  |  |  |
|  |                                                                     |  |  |  |  |  |  |  |  |  |  |  |  |
|  | 9. Louise-Caroline de Hesse-Cassel                                  |  |  |  |  |  |  |  |  |  |  |  |  |
|  |                                                                     |  |  |  |  |  |  |  |  |  |  |  |  |
|  |                                                                     |  |  |  |  |  |  |  |  |  |  |  |  |
|  | 2. Albert de Schleswig-Holstein-Sonderbourg-Glücksbourg             |  |  |  |  |  |  |  |  |  |  |  |  |
|  |                                                                     |  |  |  |  |  |  |  |  |  |  |  |  |
|  |                                                                     |  |  |  |  |  |  |  |  |  |  |  |  |
|  | 10. Georges-Guillaume de Schaumbourg-Lippe                          |  |  |  |  |  |  |  |  |  |  |  |  |
|  |                                                                     |  |  |  |  |  |  |  |  |  |  |  |  |
|  |                                                                     |  |  |  |  |  |  |  |  |  |  |  |  |
|  | 5. Adélaïde de Schaumbourg-Lippe                                    |  |  |  |  |  |  |  |  |  |  |  |  |
|  |                                                                     |  |  |  |  |  |  |  |  |  |  |  |  |
|  |                                                                     |  |  |  |  |  |  |  |  |  |  |  |  |
|  | 11. Ida de Waldeck-Pyrmont                                          |  |  |  |  |  |  |  |  |  |  |  |  |
|  |                                                                     |  |  |  |  |  |  |  |  |  |  |  |  |
|  |                                                                     |  |  |  |  |  |  |  |  |  |  |  |  |
|  | 1. Frédéric-Ferdinand de Schleswig-Holstein-Sonderbourg-Glücksbourg |  |  |  |  |  |  |  |  |  |  |  |  |
|  |                                                                     |  |  |  |  |  |  |  |  |  |  |  |  |
|  |                                                                     |  |  |  |  |  |  |  |  |  |  |  |  |
|  | 12. Joseph Friedrich d'Isenbourg-Büdingen in Meerholz               |  |  |  |  |  |  |  |  |  |  |  |  |
|  |                                                                     |  |  |  |  |  |  |  |  |  |  |  |  |
|  |                                                                     |  |  |  |  |  |  |  |  |  |  |  |  |
|  | 6. Karl Friedrich d'Isenbourg-Büdingen in Meerholz                  |  |  |  |  |  |  |  |  |  |  |  |  |
|  |                                                                     |  |  |  |  |  |  |  |  |  |  |  |  |
|  |                                                                     |  |  |  |  |  |  |  |  |  |  |  |  |
|  | 13. Dorothea Christiana de Castell-Castell                          |  |  |  |  |  |  |  |  |  |  |  |  |
|  |                                                                     |  |  |  |  |  |  |  |  |  |  |  |  |
|  |                                                                     |  |  |  |  |  |  |  |  |  |  |  |  |
|  | 3. Ortrud d'Isenbourg et Büdingen                                   |  |  |  |  |  |  |  |  |  |  |  |  |
|  |                                                                     |  |  |  |  |  |  |  |  |  |  |  |  |
|  |                                                                     |  |  |  |  |  |  |  |  |  |  |  |  |
|  | 14. Ernest Casimir d'Isenbourg-Büdingen in Büdingen                 |  |  |  |  |  |  |  |  |  |  |  |  |
|  |                                                                     |  |  |  |  |  |  |  |  |  |  |  |  |
|  |                                                                     |  |  |  |  |  |  |  |  |  |  |  |  |
|  | 7. Agnes d'Isenbourg-Büdingen in Büdingen                           |  |  |  |  |  |  |  |  |  |  |  |  |
|  |                                                                     |  |  |  |  |  |  |  |  |  |  |  |  |
|  |                                                                     |  |  |  |  |  |  |  |  |  |  |  |  |
|  | 15. Thècla d'Erbach-Fürstenau                                       |  |  |  |  |  |  |  |  |  |  |  |  |
|  |                                                                     |  |  |  |  |  |  |  |  |  |  |  |  |
|  |                                                                     |  |  |  |  |  |  |  |  |  |  |  |  |